# Shaarei Hesed

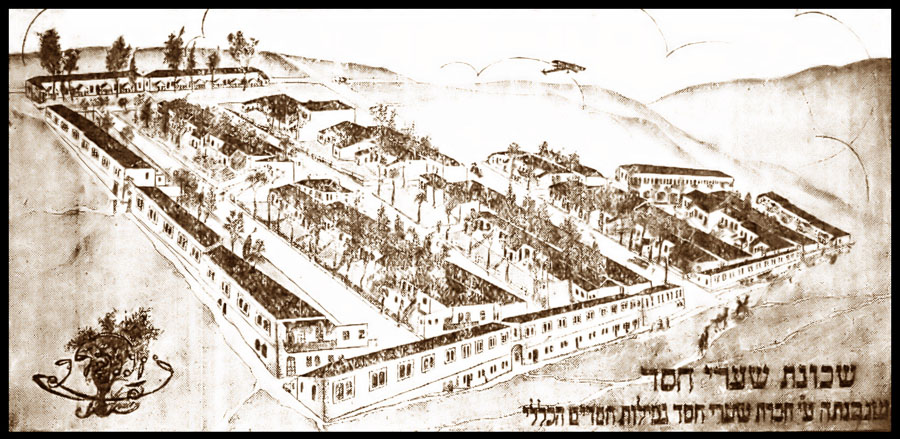
Le plan du quartier présenté lors de sa fondation

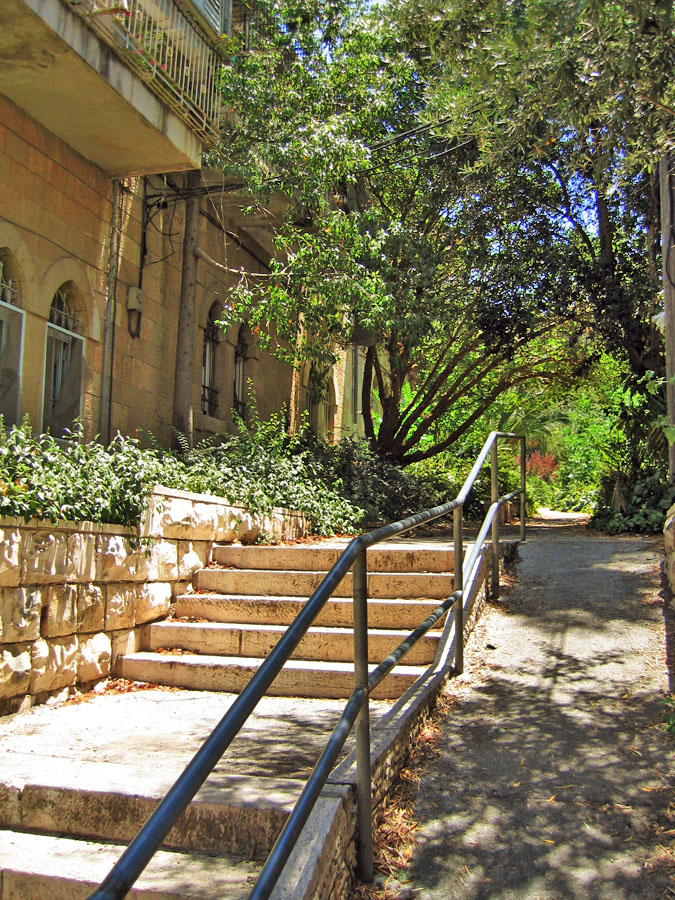
Une allée du quartier

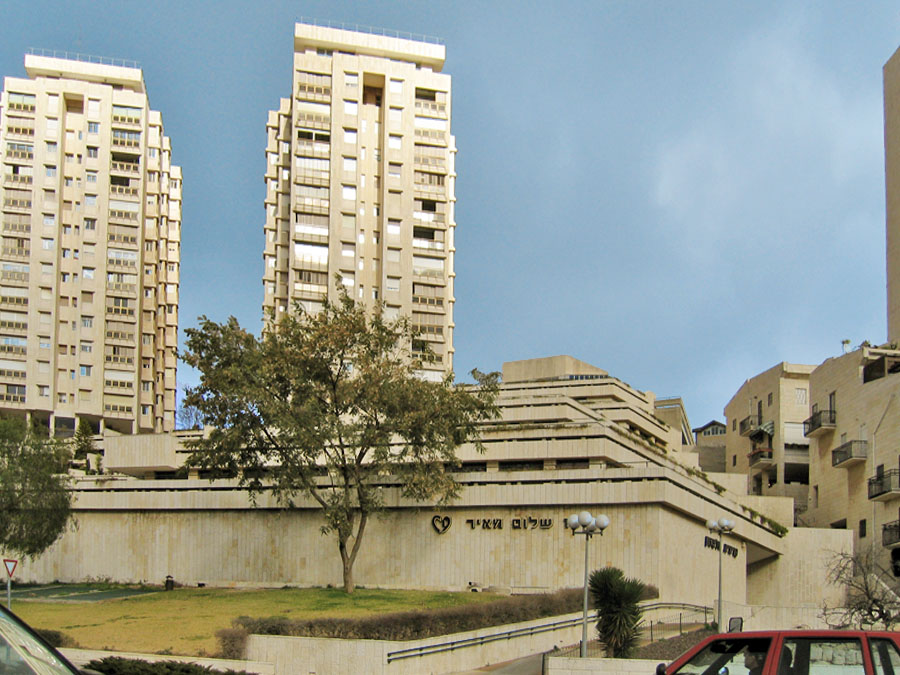
Kiryat Wolfson

Shaarei Hesed (les Portes de la Charité) est un ancien quartier situé dans la partie ouest de Jérusalem. Il est situé entre Nahalaot, Rehavia et Kiryat Wolfson. Ses limites sont :
- au nord - la rue HaGra
- à l'est - la rue Ussishkin
- au sud - les rues ibn Shaprut et HaRan
- a l'ouest - la rue Y. L. Diskin

Le quartier a été fondé en 1909 sur un terrain de 40 000 m2. Il est principalement habité par un public religieux.

## Histoire
En 1908, Société Shaarei Hesed pour la construction de maisons à Jérusalem fut fondée sous la direction du Rav Shlomo Zalman Porush dans le but de permettre aux haredim d'acquérir des appartements décents à Jérusalem avec un paiement échelonné sans intérêts. Le quartier était uniquement destiné à des familles ashkénazes. La majorité des habitants étaient des étudiants de yéshivot. Lors de la fête de Lag Ba'Omer en 1909, une fête fut organisée pour la pose de la première pierre des 30 premières maisons, en présence du Grand Rabbin ashkénaze de Jérusalem Shmouel Salant.
Les 114 appartements du quartier furent construits de manière alignée, contrairement aux constructions typiques de la fin du XIXe siècle qui étaient plutôt organisées autour d'une cour intérieure centrale. L'espace entre les bâtiments était relativement grand, des arbres et de la végétation y furent plantés, ce qui donnait une sensation de fraîcheur et de propreté au quartier.
Les rues du quartiers sont nommées d'après des grandes figures du judaïsme, telles que :
- la rue des Guéonim
- Eleazar Kalir
- le Chla (Yeshayah Horowitz, le Chlah haKadosh)
- Porush (du nom de Rav Shlomo Zalman Porush, un des fondateurs du quartier)

## Sites remarquables
- la synagogue Gra
- la synagogue Beth Zevul, fondée par la Rav Yaakov Moshe Harlap
- la synagogue Kahal Hassidim

## Sources
- (he) Cet article est partiellement ou en totalité issu de l’article de Wikipédia en hébreu intitulé « שערי חסד » (voir la liste des auteurs).